# Pellerey
Pellerey est une commune française située dans le département de la Côte-d'Or en région Bourgogne-Franche-Comté.

## Géographie
Commune située sur l'Ignon

### Climat
Pour des articles plus généraux, voir Climat de la Bourgogne-Franche-Comté et Climat de la Côte-d'Or.
En 2010, le climat de la commune est de type climat des marges montargnardes, selon une étude du Centre national de la recherche scientifique s'appuyant sur une série de données couvrant la période 1971-2000. En 2020, Météo-France publie une typologie des climats de la France métropolitaine dans laquelle la commune est exposée à un climat océanique altéré et est dans la région climatique  Lorraine, plateau de Langres, Morvan, caractérisée par un hiver rude (1,5 °C), des vents modérés et des brouillards fréquents en automne et hiver. 
Pour la période 1971-2000, la température annuelle moyenne est de 9,9 °C, avec une amplitude thermique annuelle de 16,3 °C. Le cumul annuel moyen de précipitations est de 1 041 mm, avec 13,9 jours de précipitations en janvier et 9 jours en juillet. Pour la période 1991-2020, la température moyenne annuelle observée sur la station météorologique de Météo-France la plus proche, « Saint-Martin-du-M », sur la commune de Saint-Martin-du-Mont à 8 km à vol d'oiseau, est de 9,9 °C et le cumul annuel moyen de précipitations est de 938,1 mm,. Pour l'avenir, les paramètres climatiques de la commune estimés pour 2050 selon différents scénarios d'émission de gaz à effet de serre sont consultables sur un site dédié publié par Météo-France en novembre 2022.

## Urbanisme

### Typologie
Au 1er janvier 2024, Pellerey est catégorisée commune rurale à habitat très dispersé, selon la nouvelle grille communale de densité à 7 niveaux définie par l'Insee en 2022.
Elle est située hors unité urbaine. Par ailleurs la commune fait partie de l'aire d'attraction de Dijon, dont elle est une commune de la couronne,. Cette aire, qui regroupe 333 communes, est catégorisée dans les aires de 200 000 à moins de 700 000 habitants,.

### Occupation des sols
L'occupation des sols de la commune, telle qu'elle ressort de la base de données européenne d’occupation biophysique des sols Corine Land Cover (CLC), est marquée par l'importance des forêts et milieux semi-naturels (66,9 % en 2018), une proportion sensiblement équivalente à celle de 1990 (66,6 %). La répartition détaillée en 2018 est la suivante : 
forêts (66,9 %), prairies (19,6 %), terres arables (11,5 %), zones urbanisées (2 %). L'évolution de l’occupation des sols de la commune et de ses infrastructures peut être observée sur les différentes représentations cartographiques du territoire : la carte de Cassini (XVIIIe siècle), la carte d'état-major (1820-1866) et les cartes ou photos aériennes de l'IGN pour la période actuelle (1950 à aujourd'hui).

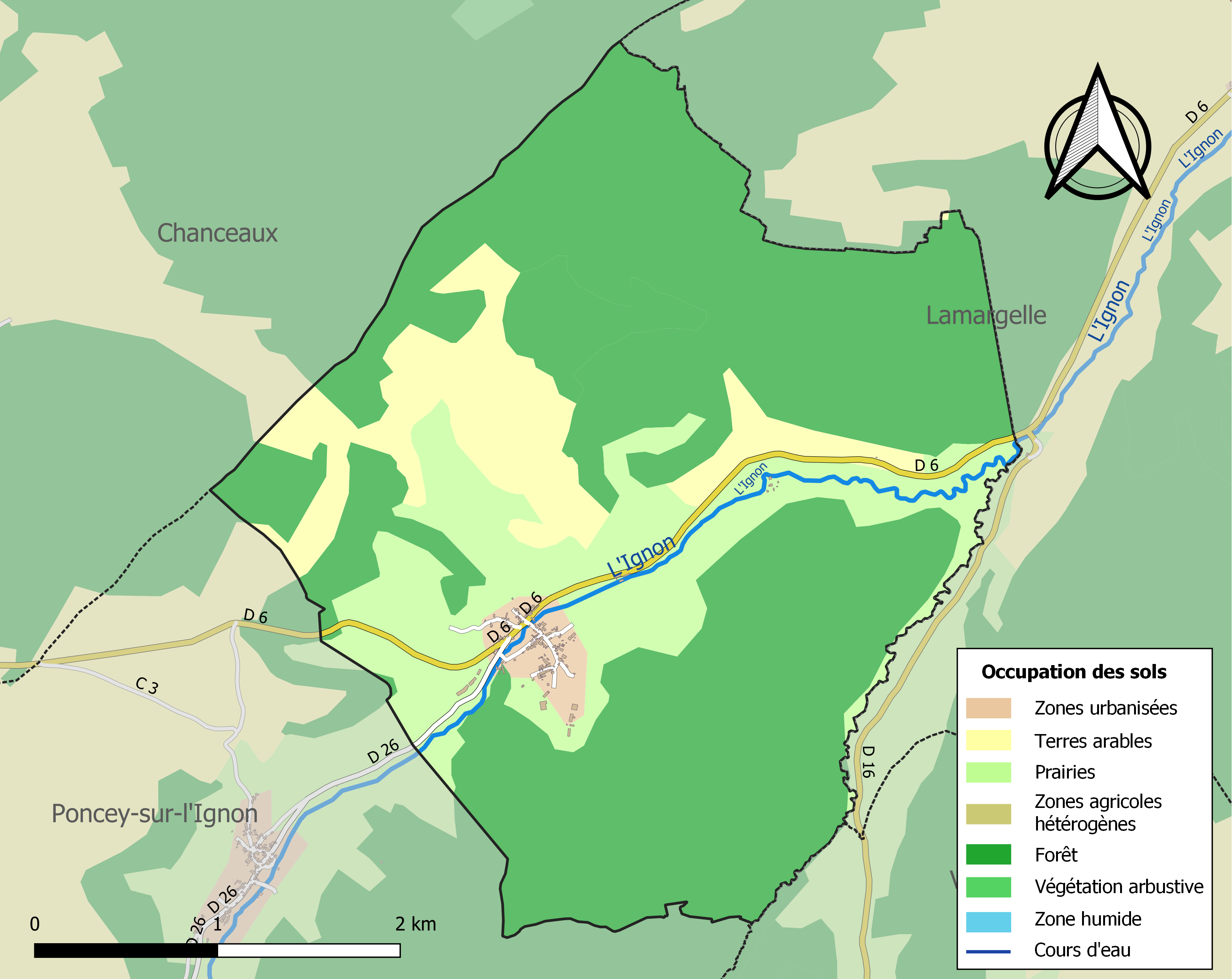
Carte des infrastructures et de l'occupation des sols de la commune en 2018 (CLC).

## Politique et administration
| Période                                  | Période   | Identité          | Étiquette | Qualité     |
| ---------------------------------------- | --------- | ----------------- | --------- | ----------- |
| vers 1929                                | vers 1936 | Edmond Forquet    |           |             |
| vers 1970                                | mars 1992 | Maurice Aubin     |           |             |
| mars 1992                                | mai 2020  | Bernadette Ruesz  |           |             |
| mai 2020                                 | en cours  | Nicolas Boucherot |           | Agriculteur |
| Les données manquantes sont à compléter. |           |                   |           |             |

## Démographie
L'évolution du nombre d'habitants est connue à travers les recensements de la population effectués dans la commune depuis 1793. Pour les communes de moins de 10 000 habitants, une enquête de recensement portant sur toute la population est réalisée tous les cinq ans, les populations de référence des années intermédiaires étant quant à elles estimées par interpolation ou extrapolation. Pour la commune, le premier recensement exhaustif entrant dans le cadre du nouveau dispositif a été réalisé en 2005.

En 2022, la commune comptait 81 habitants, en évolution de −22,12 % par rapport à 2016 (Côte-d'Or : +0,82 %, France hors Mayotte : +2,11 %).
| 1793 | 1800 | 1806 | 1821 | 1831 | 1836 | 1841 | 1846 | 1851 |
| ---- | ---- | ---- | ---- | ---- | ---- | ---- | ---- | ---- |
| 290  | 287  | 335  | 357  | 326  | 352  | 377  | 383  | 381  |

| 1856 | 1861 | 1866 | 1872 | 1876 | 1881 | 1886 | 1891 | 1896 |
| ---- | ---- | ---- | ---- | ---- | ---- | ---- | ---- | ---- |
| 350  | 270  | 284  | 242  | 261  | 248  | 238  | 217  | 217  |

| 1901 | 1906 | 1911 | 1921 | 1926 | 1931 | 1936 | 1946 | 1954 |
| ---- | ---- | ---- | ---- | ---- | ---- | ---- | ---- | ---- |
| 204  | 209  | 201  | 179  | 154  | 183  | 158  | 160  | 156  |

| 1962 | 1968 | 1975 | 1982 | 1990 | 1999 | 2005 | 2006 | 2010 |
| ---- | ---- | ---- | ---- | ---- | ---- | ---- | ---- | ---- |
| 135  | 117  | 115  | 113  | 106  | 103  | 97   | 99   | 86   |

| 2015 | 2020 | 2022 | - | - | - | - | - | - |
| ---- | ---- | ---- | - | - | - | - | - | - |
| 103  | 83   | 81   | - | - | - | - | - | - |

## Lieux et monuments
La commune n'a pas de monument classé à l'inventaire des monuments historiques, elle compte 12 monuments ou édifices répertoriés à l'inventaire général du patrimoine culturel, et 48 objets répertoriés à l'inventaire général du patrimoine culturel.
- l'église n'est pas classée M.H. mais elle recèle nombre de tableaux, statues et pièces mobilières répertoriées. Le bâtiment, de plan rectangulaire à chevet plat, a été remaniée au XIXe siècle avec l'apport d'un fronton néoclassique.
- Croix de chemin érigée en 1856 (classée MH IA21000982) à proximité du hameau de la Forge sur la D. 6. signée PAR BOURLIER FILS A CHANCEAUX. Le pied porte ces inscriptions : CETTE () A ETE REEDIFIEE PAR LES SOINS DE Mr ET Mme FERRIOT DE MOLOY - POSEE LE 27 mars MDCCCLVI.

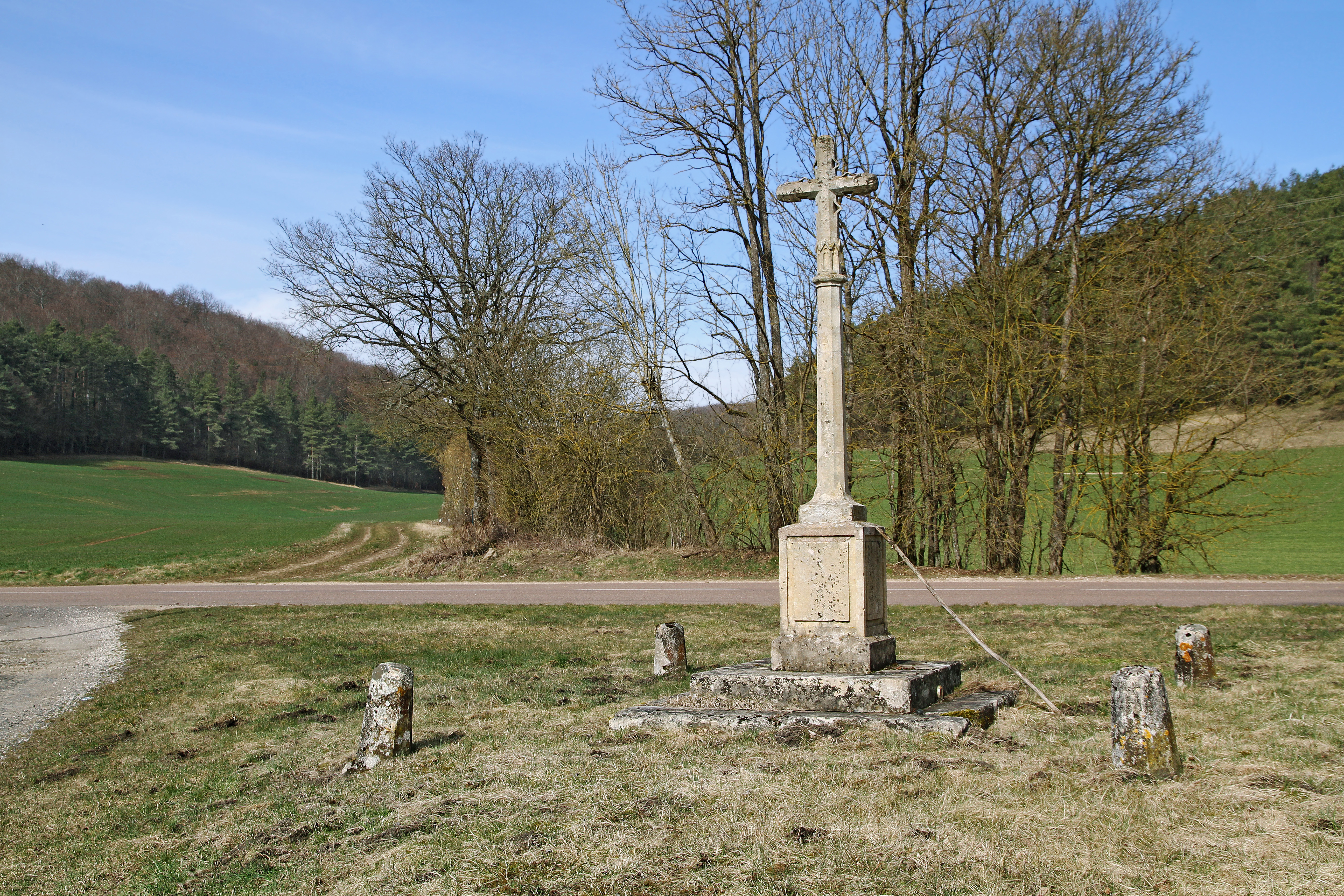
Croix de la Forge  Classé MH (1994)[18].

- En forêt de Poncey, il existe deux bornes de juridiction gravées aux effigies de Saint-Seine et de Saint-Pierre. Usées par le temps, les gravures ne sont plus guère lisibles. Deux autres bornes font suite (d'ouest en est) sur la commune de Lamargelle.

Bornes armoriées sur la commune de Pellerey
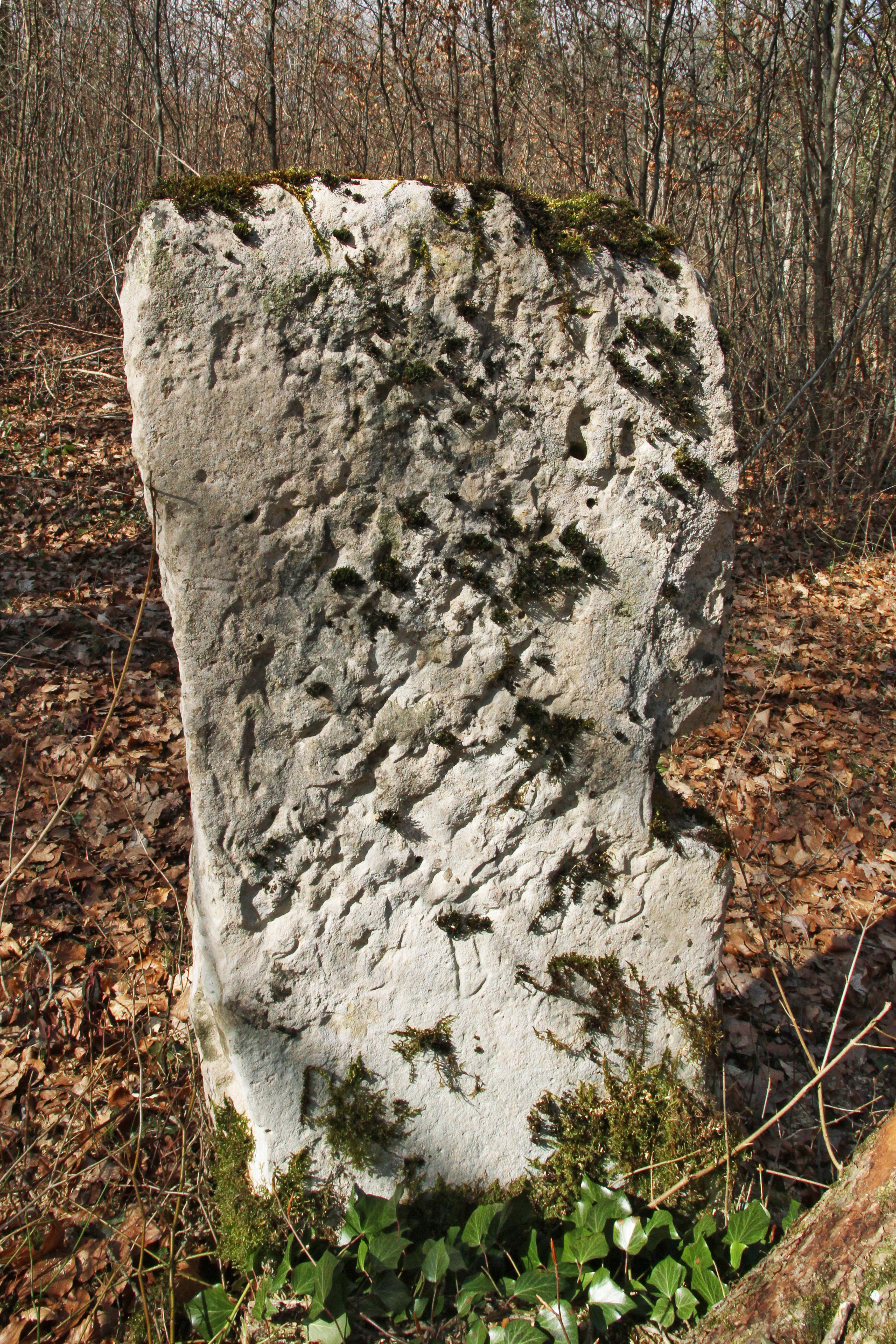
Borne de juridiction du Porsot face Saint-Pierre
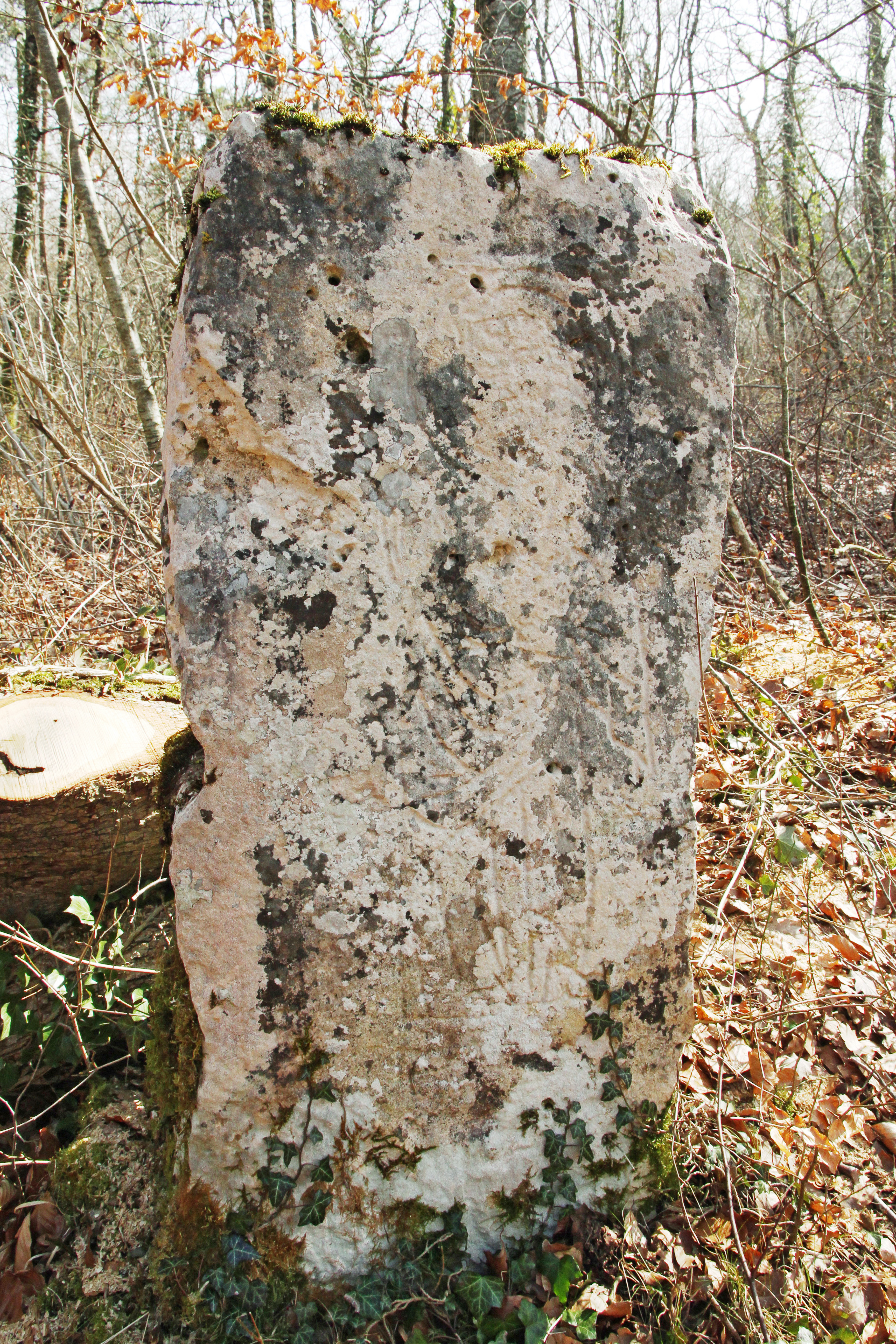
Borne de juridiction du Porsot face Saint-Seine
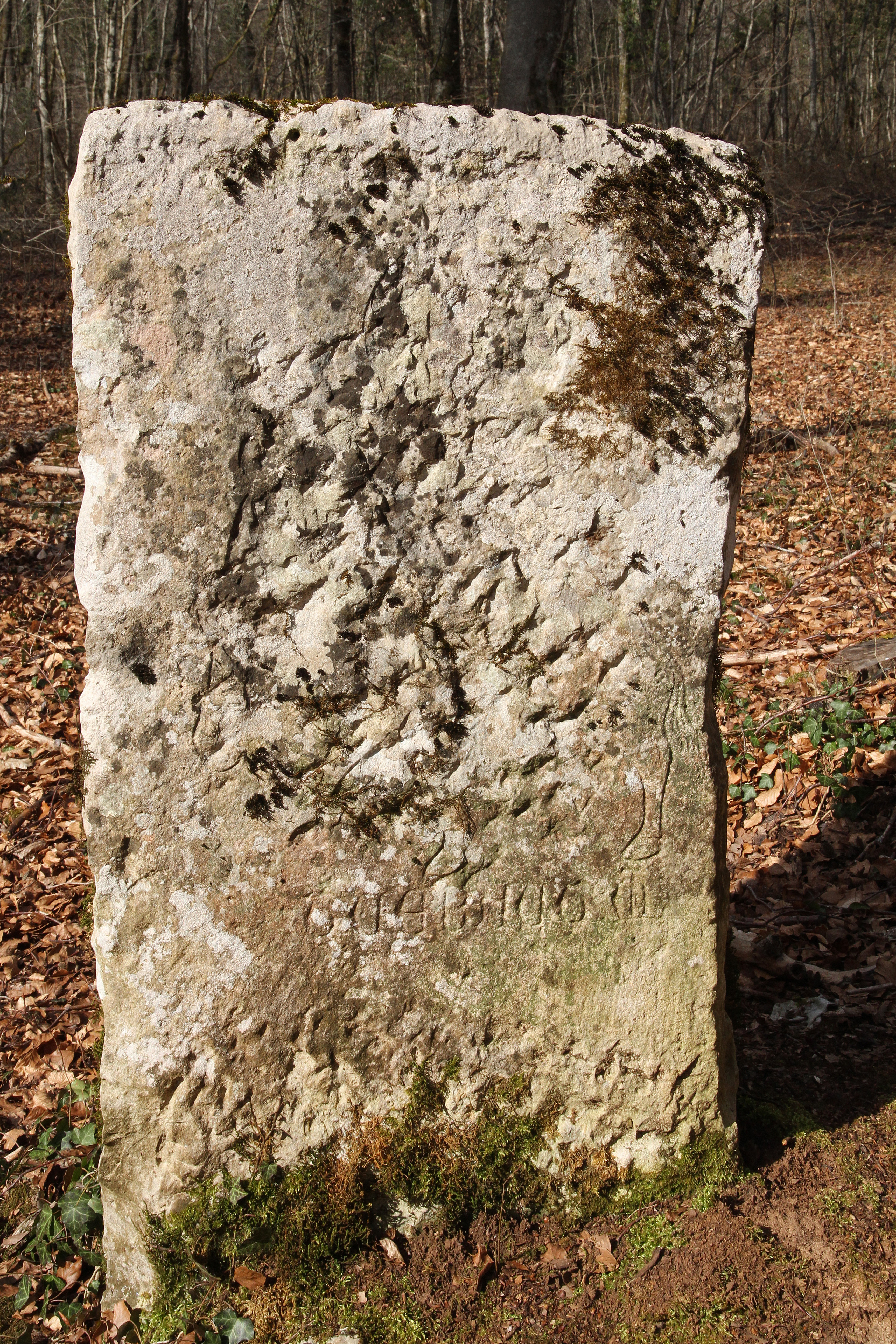
Borne de juridiction en forêt de Poncey face Saint-Pierre
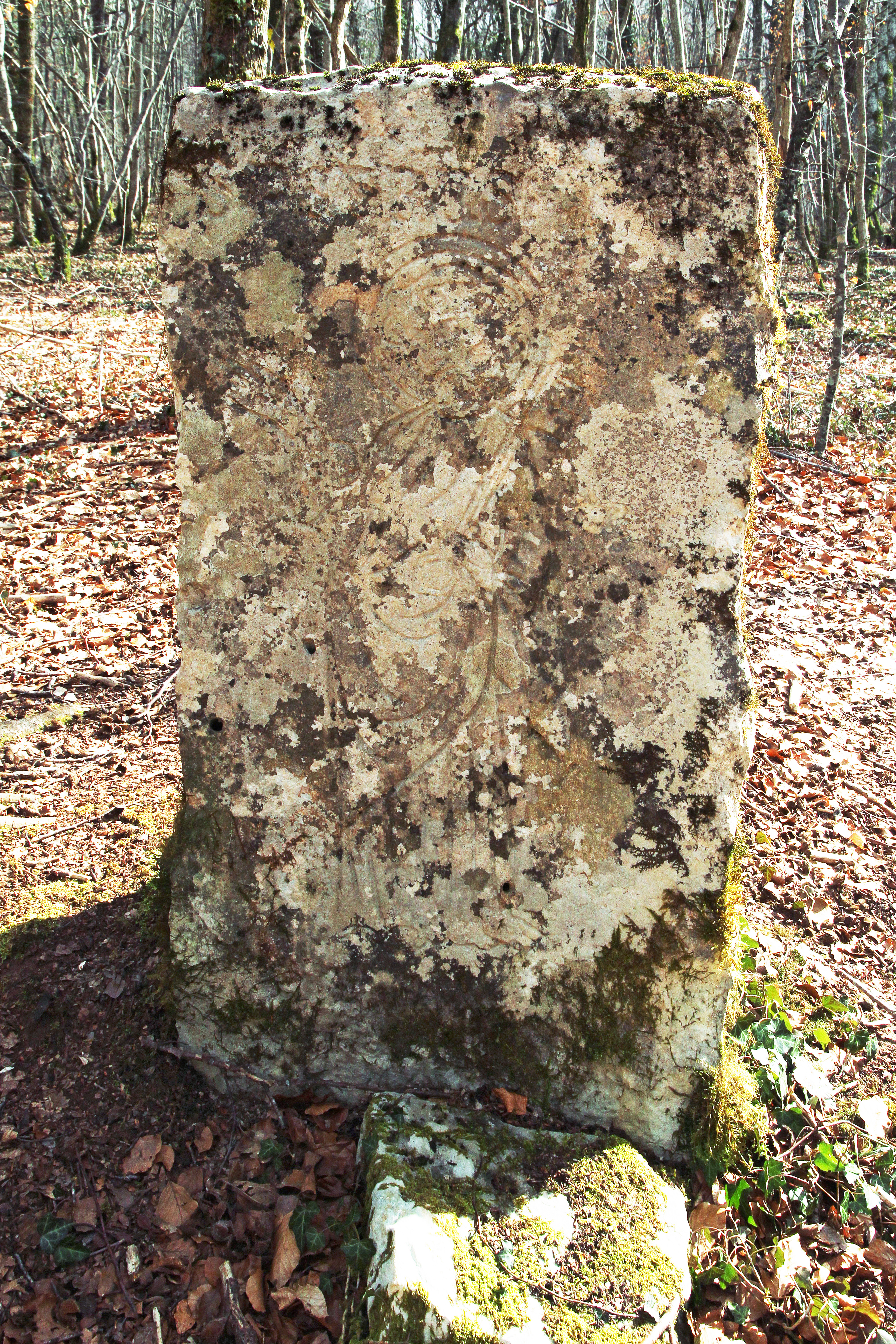
Borne de juridiction en forêt de Poncey face Saint-Seine